# Voie réversible

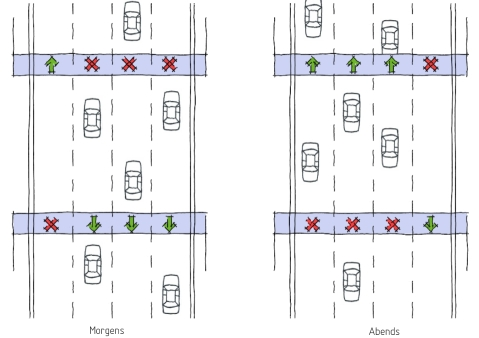
Sens différent le matin et le soir

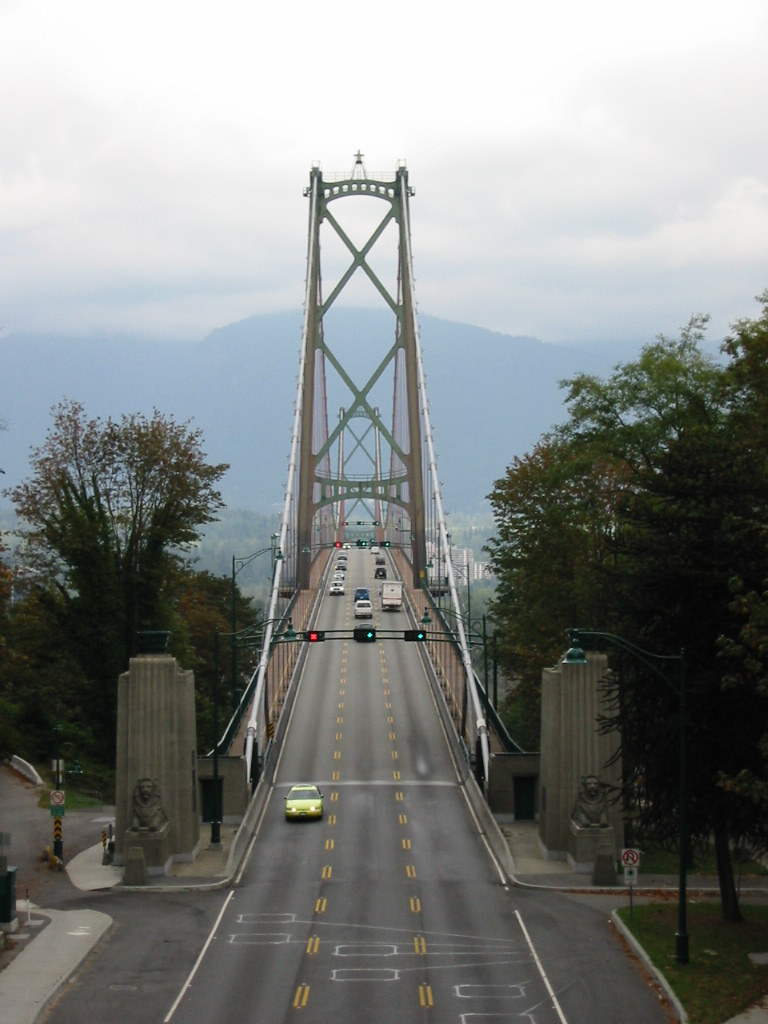
Le pont Lions Gate, entièrement réversible, vue de la rive sud dans Stanley Park, à Vancouver.

Une voie réversible est une voie de circulation qui peut être affectée à un sens de circulation pendant certaines périodes, et au sens opposé pendant d'autres périodes.
Ce type d’aménagement se rencontre surtout aux États-Unis.
En France, il en existe quelques rares exemples : les trois voies du pont de Saint-Nazaire sont autorisées à la circulation dans un sens ou dans l'autre selon l'état du trafic, d'événements climatiques et de la maintenance.
Le pont de la Manda (à côté de Nice) possède également un système similaire.

## Séparation des flux
La plupart des implantations récentes de voies réversibles utilisent une barrière centrale pouvant être décalée par une machine spécifique afin de distinguer les voies autorisées ou interdites au passage selon le sens de circulation. Dans beaucoup de systèmes, une barrière en béton est déplacée aux heures creuses pour décaler une voie centrale d'un côté ou de l'autre de la route. On trouve ce type d'aménagement sur le pont de San Diego-Coronado en Californie, sur le pont Tappan-Zee qui franchit l'Hudson à New York et sur le Auckland Harbour Bridge franchissant le Waitemata Harbour à Auckland, Nouvelle-Zélande. Les autres systèmes utilisent des plots ou des bollards rétractables, construits dans la route, ou bien des barrières rétractables pour séparer le trafic d'une rampe réversible. Les deux voies centrales du pont du Golden Gate sont réversibles : elles sont orientées vers le sud durant l'heure de pointe matinale et vers le nord lors du pic de circulation du soir. Avant l'installation de barrières déplaçables en janvier 2015, elles étaient démarquées par des plots verticaux jaunes placés manuellement dans des trous effectués dans la chaussée.
Beaucoup d'autoroutes urbaines ont des chaussées entièrement séparées et des bretelles de connexion pour permettre la réversibilité de certaines des voies. Généralement, le trafic va dans une direction ou une autre dans une telle configuration : les chaussées ne sont pas séparées en deux durant les périodes creuses. Typiquement, ce type de voie express aura plus d'échangeurs que les voies classiques, et beaucoup de telles routes sont seulement pourvues de bretelles d'accès pour les véhicules y entrant et de bretelles de sortie pour les véhicules les quittant.

## Routes à 3 voies
Historiquement, le terme de "voie de la mort" fait référence à la voie centrale de certaines routes principales utilisée pour les dépassements dans les deux directions. Aucun des deux sens n'a la priorité sur l'autre, et les deux sont autorisés à utiliser la voie pour dépasser. Dans des dispositions similaires, sur quelques routes avec deux voies d'un côté et une voie de l'autre, le trafic circulant sur le côté à une seule voie a l'autorisation de dépasser.
Les routes en 2+1 ont remplacé la plupart de ces routes en France et aux États-Unis

## Tourne-à-gauche
Un autre type de route à voie centrale est le tourne-à-gauche central, une voie au milieu de la route que le trafic venant de chaque direction peut emprunter afin de tourner à gauche. Même si ce type d'aménagements est parfois lui aussi appelé « voie de la mort », il reste bien moins dangereux, car les collisions s'y produisent généralement à faible vitesse.
Ces routes sont très communes à la périphérie des villes, et bien moins à la campagne, même si on en retrouve fréquemment autour des autoroutes. Beaucoup étaient en effet d'anciennes routes nationales dont l'espace central a été remplacé par cette voie, la construction de l'autoroute ayant engendré une baisse de trafic. Aux États-Unis, beaucoup de rues à quatre voies avec une double ligne jaune centrale ont été remplacées par des rues à cinq files avec un tourne-à-gauche central, car ces voies permettent une moindre interruption du trafic. Pour les routes à faible trafic, on a transformé les quatre voies en trois voies avec tourne-à-gauche.
Cette voie centrale peut aussi être utilisée par les véhicules d'urgence comme les voitures de police, les ambulances et les camions de pompiers afin d'éviter le trafic dans chaque direction. Les conducteurs ne sont par contre pas autorisés à utiliser cette voie afin de dépasser des véhicules lents, excepté certaines routes américaines où les migrations pendulaires rendent le trafic très asymétrique à certaines heures de la journée.

## Exemples de routes possédant des voies réversibles

### Pas de contrôle (ou contrôle minimal)
- Connecticut Avenue à Washington, D.C.
- Pont des chaînes à Washington, D.C.
- Pont Bailey à Coquitlam, Colombie-Britannique
- Michigan State Highway 20, de Mount Pleasant à Midland (cas exceptionnel dans un terrain rural plat)

### Signalisation mais pas de séparation physique des sens de circulation

#### Route frontalière
- Le pont de la Paix, entre les États-Unis et le Canada, connecte Fort Érié, en Ontario, à Buffalo, dans l'État de New York. Ses trois voies sont totalement réversibles, généralement une seule voie est inversée à l'heure de pointe avec la possibilité que toutes les voies aillent dans le même sens.
- Le pont Lewiston-Queenston, qui relie Niagara-on-the-Lake, en Ontario, à Lewiston, dans l'État de New York, possède cinq voies, toutes signalées comme réversibles. Une à quatre voies vont dans la même direction selon les besoins du trafic. En plus des signaux directionnels, des panneaux spéciaux spécifient le type de véhicule autorisé à emprunter chaque voie

#### Australie
- Harbour Bridge, Sydney (huit voies au total, trois (bientôt quatre) potentiellement réversibles, trois dont le sens de circulation est quotidiennement inversé. Lors de l'heure de pointe matinale, six vont vers le sud et deux vers le nord. L'après-midi, trois vont vers le sud et cinq vers le nord. Le reste du temps, quatre voies vont vers le nord et quatre vers le sud.
- Spit Bridge, Sydney (quatre voies au total, trois sud et une nord le matin, trois nord et une sud le soir. Le reste du temps, deux nord et deux sud) .

#### France

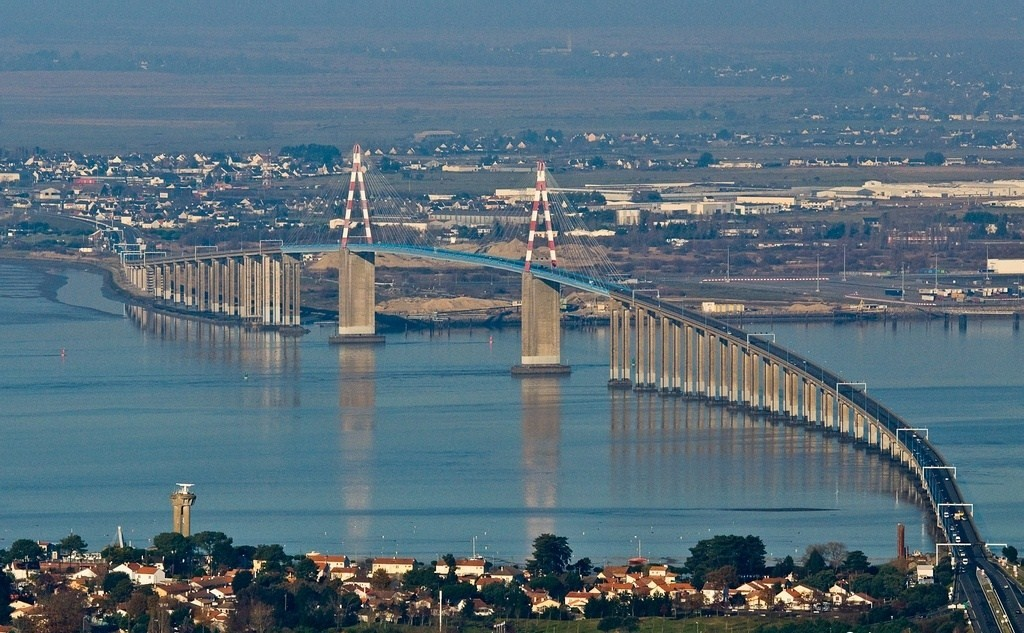
Exemple d'une voie réversible en France : le pont de Saint-Nazaire.

- Pont de Saint-Nazaire, trois voies dont une réversible. À la pointe du matin (6h30 à 11h30) deux voies de Saint-Brevin-les-Pins vers Saint-Nazaire et une dans le sens inverse, l'après midi et la pointe du soir (11h45 à 20h30) deux voies vers Saint-Brevin-les-Pins et une vers Saint-Nazaire, et enfin la voie réversible est fermée la nuit entre 20h30 et 6h30. La voie peut également être utilisée en cas de travaux comme voie principale[2].